# Полушкино (Вологодская область)
Полушкино — деревня в Грязовецком районе Вологодской области на реке Великая.
Входит в состав Комьянского муниципального образования, с точки зрения административно-территориального деления — в Ведерковский сельсовет.
Расстояние до районного центра Грязовца по автодороге — 50 км, до центра муниципального образования Хорошево по прямой — 16 км. Ближайшие населённые пункты — Боброво, Притыкино, Звягино.
По переписи 2002 года население — 13 человек.